# Édouard de Castelnau
Noël Marie Joseph Edouard, vizconde de Curières de Castelnau (Saint-Affrique, 24 de diciembre de 1851-Montastruc-la-Conseillère, 19 de marzo de 1944) fue un militar y político francés.

## Biografía
Nació en Saint-Affrique el 24 de diciembre de 1851. Combatió en la guerra franco-prusiana y en la Primera Guerra Mundial. Castelnau, que era profundamente católico, fue diputado por Aveyron de la Entente républicaine démocratique entre el 16 de noviembre de 1919 y el 31 de mayo de 1924. Tras salir de la Cámara de Diputados fundó y fue nombrado presidente de la Fédération nationale catholique, organización política de extrema derecha constituida en febrero de 1925 caracterizada por un nacionalismo extremo, el catolicismo social, la antimasonería, el antimarxismo, y el rechazo de la democracia política.
Falleció en Montastruc-la-Conseillère el 19 de marzo de 1944.